# 188. rezervna gorska divizija (Wehrmacht)
Za druge 188. divizije glej 188. divizija.
188. rezervna gorska divizija (izvirno nemško 188. Reserve-Gebirgsjäger-Division; dobesedno 188. rezervna gorskolovska divizija) je bila rezervna gorska lahka divizija v sestavi redne nemške kopenske vojske med drugo svetovno vojno.

## Zgodovina
Divizija je bila ustanovljena 3. januarja 1944 v Innsbrucku (Wehrkreis XVIII).
188. rezervna gorska divizija je bila 1. marca 1944 preimenovana v 188. gorsko divizijo.

## Vojna služba
| Datum                     | Delovanje | Korpus | Armada | Armadna skupina   | Področje        |
| Oktober 1943 - Marec 1944 | rezerva   | /      | /      | Armadna skupina C | Severna Italija |

## Sestava
- 136. rezervni gorski polk
- 137. rezervni gorski polk
- 138. rezervni gorski polk
- 139. rezervni gorski polk
- 499. rezervni grenadirski polk
- 112. rezervni artilerijski polk
- 83. rezervni gorski pionirski bataljon
- 1088. administrativne enote

## Pripadniki
Divizijski poveljniki
| 1. | Generalporočnik | Hans von Hößlin | (20. oktober 1943 - 1. marec 1944) |

Nosilci viteškega križca
Divizijski pripadniki niso prejeli nobenega viteškega križca.